# Isusovački kolegij u Ljubljani
Isusovački kolegij u Ljubljani (sloven. Jezuitski kolegij v Ljubljani) predstavljao je prvu visokoškolska ustanova na području današnje Slovenije, utemeljenu 1597., a raspuštenu 1773. godine. Djelovao je u sklopu crkve sv. Jakoba. S radom počinje 5. svibnja 1597., kada su na Kolegij upisani prvi gimnazijski razredi, u kojima se predavala latinska slovnica, poetika, govorništvo i sintaksa. Osim na latinskom, predavalo se i na njemačkom i slovenskom jeziku. Godine 1600. osnovano je i sjemenište, u kojem su se obrazovala i djeca plemića. Završetkom studija učenici su se mogli upisati na liceje filozofije i bogoslovlja, među kojima se posebno isticao studij moralne teologije. Odlukama carice Marije Terezije u gimnazijske su programe uvedeni i prirodoslovni predmeti. Državno poglavarstvo Kranjskog Vojvodstva 1762. izdalo je »Catalogus et Informatio de inferioribus classibus Gymnasii Labacensis« s podatcima o studijskim programima i uspjesima učenika. Papinskom bulom Klementa XIV. Dominus ac Redemtor Noster ukinut je 1773. isusovački red te je carica Marija Terezija, slijedeći poteze ostalih europskih vladara, izvlastila Kolegij iz crkvenog u državno vlasništvo. Unatoč tome, nastavnički kadar i uputnik se nisu mijenjali, i gimnazija (»Archiducale Gymnasium Labacense« - Ljubljanska nadbiskupska gimnazija) je nastavila s radom.
Svojevrsnim nasljednikom Kolegija smatra se Teološki fakultet u Ljubljani, osnovan 1919.

## Vanjske poveznice
- Bibliografija u Theological Abstracts